# Фрионе, Франсиско
Франсиско Рауль Фрионе (исп. Francisco Raúl Frione ; 21 июля 1912, Монтевидео — 17 февраля 1935, Милан) — уругвайский и итальянский футболист, игравший на позициях правого полузащитника и нападающего. Известен по играм за «Интер» в начале 1930-х.

## Клубная карьера
До приезда в Италию Фрионе выступал у себя на родине за клуб «Монтевидео Уондерерс», с которым в 1931 году футболист выиграл чемпионат Уругвая. В 20 лет уругваец стал игроком итальянского «Интера». Первый матч за новый команду он провёл 18 сентября 1932 года против «Про Патрии», в котором сразу же отметился голом, а чёрно-синие в итоге победили 6:2. За миланский клуб Фрионе играл на протяжении трёх сезонов, в Серии А принял участие в 62 матчах и отметился 13 голами. 2 июля 1933 года футболист помог «Интеру» одержать победу над австрийским «Фёрстом» в 1/4 финала Кубка Митропы, забив один из четырёх мячей. Всего же в рамках этого европейского турнира Франсиско выходил на поле 8 раз.

## Карьера в сборной
В 1930-х Фрионе приглашался в уругвайскую сборную и сыграл в её составе несколько матчей. Приняв итальянское гражданство, футболист вызывался во вторую сборную Италии (Италия Б), за которую провёл 4 встречи и забил 1 гол.

## Смерть
Фрионе скончался 17 февраля 1935 года в одной из больниц Милана от пневмонии.

## Интересные факты
У Франсиско был старший брат Рикардо, который также профессионально играл в футбол. Сначала они вместе выступали за «Монтевидео Уондерерс», затем перешли в «Интер». Став игроками итальянского клуба, братья сразу получили прозвища: Рикардо стал «Фрионе I», а Франсиско — «Фрионе II». Необходимость различать уругвайских футболистов отпала, после того как в 1932 году старший Фрионе покинул миланскую команду.

## Титулы
- Чемпион Уругвая (1): 1931
- Вице-чемпион Италии (3): 1932/33, 1933/34, 1934/35